# موجه (شبكات)

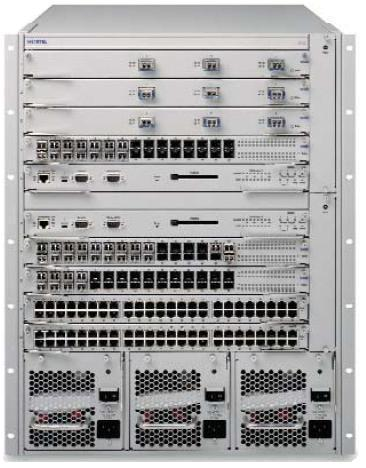
جهاز التوجيه الأساسية

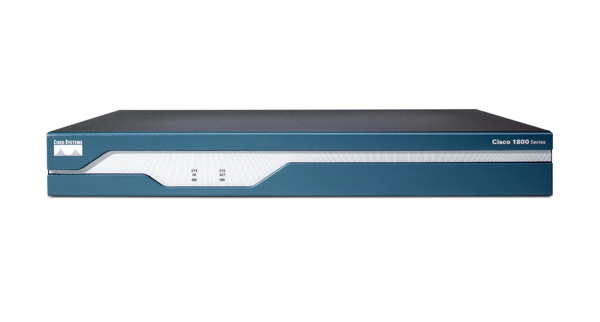
مسيّر سيسكو 1800

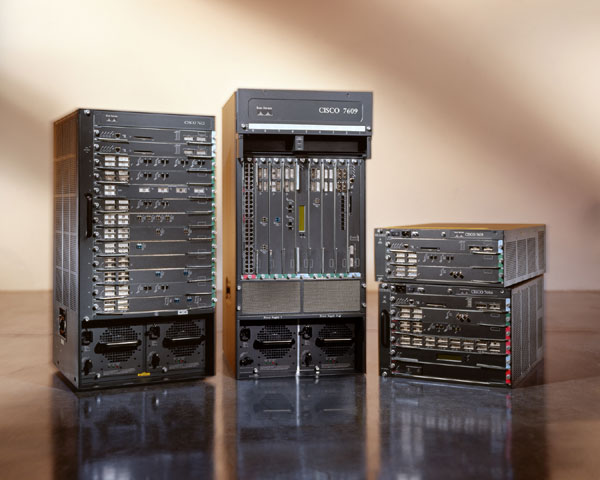
مسيّرات سيسكو 7600

المُوجّه أو موجه المسار أو المسيّر (بالإنجليزية: Router)‏ وتُنقحَر الراوتر، هو جهاز يستخدم في شبكات الحاسوب لتوجيه رزم البيانات فيما بينها. تقوم المُوجّهات بالتحكم بحركة البيانات في شبكة الإنترنت. تُنقل الرزم في الشبكة من موجه إلى موجه، انطلاقاً من مصدرها حتى تصل إلى وجهتها.
يصل المُوجّه بين شبكتين أو أكثر، ويتصل بشكل مباشر مع كل شبكة عبر أحد منافذه، يكون لكل شبكة فضاء عناوين خاص بها، ويستضيف منفذ المُوجّه أحد عناوين الشبكة، عندما يستقبل أحد منافذ الموجه رزمة بيانات، فإنّه يقوم بقراءة المعلومات الموجودة في ترويسة الرزمة، وتحديداً عنوان الوجهة، ثُمّ يقوم بالبحث عن ما يقابله في جدول التوجيه الخاص به، أو بحسب سياسة التوجيه المتبعة، على الموجه بعد ذلك قرار تسيير الحزمة بإتجاه وجهتها، وبحسب موقعه على مسار الحزمة فإنه يحدد مسارها إلى شبكة مجاورة مناسبة أو الموجّه التالي المناسب، أو يوصلها إلى وجهتها النهائية.

## مستويات عمل الموجه
يعمل الموجه على مستويين:
1. مستوى تحكم: حيث يقوم بإيجاد أفضل طريق (أو أفضل واجهة) لإرسال البيانات عبره إلى المستقبل.
2. مستوى تمرير ونقل: حيث يقوم بعملية النقل الفعلي للبيانات المستقبلة من واجهة الاستقبال لواجهة الإرسال التي اختارها في المرحلة السابقة.

يعتمد الموجه على جدول التوجيه جدول توجيه لإيجاد أقصر طريق للبيانات.

## أنواع الموجهات
للموجهات عدة أنواع من حيث الحجم والخدمة المقدمة:
1. موجهات للمكاتب الصغيرة والاستخدامات المنزلية Small Office Home Office (SOHO)
2. موجهات لمزودات الخدمة والمؤسسات الكبيرة.

إن أشهر أنواع الموجهات تلك التي تنتجها شركة CISCO.لكنها باهظة الثمن نسبياً، فيما يلي يوجد أقسام موجهات Cisco.

## أقسام الموجهات
سندرس كمثال عليها أقسام موجهات CISCO.
يتألف الموجه من لوحة أم Mother board تتوضع عليها وحدة معالجة مركزية CPU وذاكرة وقطع داخلية أخرى هي:
- ذاكرة ROM للقراءة فقط.
- ذاكرة Flash.
- ذاكرة وصول عشوائية RAM.
- ذاكرة وصول عشوائي غير قابلة للإزالة NVRAM.
- واجهة Interface.

### الذاكرة Flash
وهي نمط من الذواكر تستخدم في تخزين نسخة مضغوطة من ملفات نظام CISCO IOS ،عادة يتوضع فيها ملف وحيد.
يختلف حجم هذه الذاكرة حسب السلسلة ونوع الموجه وهي تتراوح بين 8-64 KB.
يقوم محمل الإقلاع الـ BootStrap بتحميل النظام IOS من الذاكرة Flash في عملية الإقلاع الطبيعية.
يستخدم الأمر show flash في عرض معلومات هذه الذاكرة ومحتوياتها.

### الواجهة Interface
الموجه هو عبارة عن نقطة اتصال ذات واجهات متعددة، تتصل كل واجهة مع شبكة مختلفة، ويقوم الموجه بنقل البيانات المارة بين هذه الشبكات عبر الواجهات.
كل واجهة لها عنوان خاص بها.
هنالك العديد من الواجهات المتاحة على الموجه مثل واجهة كبل الـ Ethernet للشبكات المحلية LAN وسلسلة من الواجهات المتزامنة وغير المتزامنة للشبكات الواسعة WAN، يختلف عدد هذه الواجهات ونوعها بحسب سلسلة الموجه ونوعه.
يحتوي الموجه على الأقل على منفذ Ethernet واحد ومنفذ WAN واحد (عادة يكون ISDN BRI)
تعرض بعض الموجهات أوامر تتعلق بالواجهات مثل:
- الأمر show interface الذي يعرض الحالة الكاملة لجميع الواجهات في الموجه.
- الأمر Show interface serial 0 الذي يعرض الحالة الكاملة لواجهة معينة.
- الأمر Show ip interface brief الذي يعرض معلومات قصيرة ومختصرة ولكنها كافية مثل IPaddresses، وحالة كل واجهة بالموجه.

## إعادة توجيه

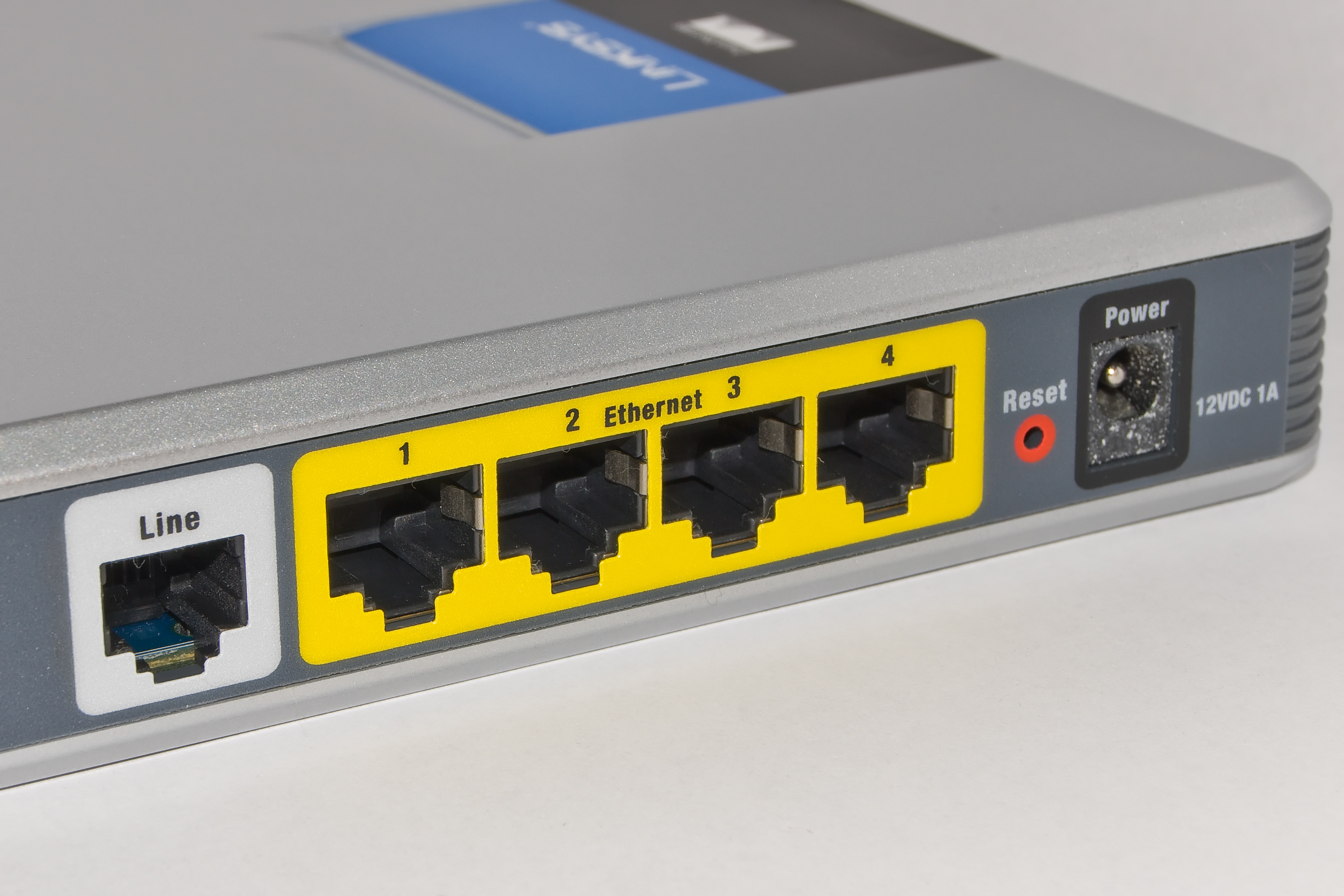
جهاز توجيه DSL نموذجي للمنزل أو المكتب الصغير يُظهر مقبس الهاتف (يسار، أبيض) لتوصيله بالإنترنت باستخدام خط المشترك الرقمي غير المتناظر، ومقابس Ethernet (يمين، أصفر) لتوصيله بأجهزة الكمبيوتر والطابعات المنزلية.

الهدف الرئيسي لجهاز التوجيه (الراوتر) هو ربط عدة شبكات وتوجيه الحزم إما نحو الشبكات المتصلة مباشرة أو نحو شبكات أكثر بعدًا. يعتبر الراوتر جهازًا من الطبقة 3 لأن قرار التوجيه الرئيسي يعتمد على معلومات الطبقة 3 في حزمة بروتوكول الإنترنت (IP)، وتحديدًا على عنوان IP الهدف. عندما يستلم الراوتر حزمة، يقوم بالبحث في جدول التوجيه للعثور على أفضل تطابق بين عنوان IP الهدف للحزمة وأحد العناوين في جدول التوجيه. عند العثور على تطابق، يتم تجليد الحزمة في إطار بيانات الرابط الطبقة 2 للواجهة الصادرة المشار إليها في إدخال الجدول.
الراوتر عادة ما لا يتفحص حمولة الحزمة، ولكنه ينظر إلى العناوين في الطبقة 3 لاتخاذ قرار التوجيه، بالإضافة إلى معلومات أخرى اختيارياً في العنوان للإشارة إلى مثل جودة الخدمة (QoS)، على سبيل المثال. بالنسبة للتوجيه النقي لبروتوكول الإنترنت، يتم تصميم الراوتر لتقليل المعلومات الحالية المرتبطة بالحزم الفردية. بمجرد توجيه الحزمة، لا يحتفظ الراوتر بأي معلومات تاريخية حول الحزمة.
يمكن أن يحتوي جدول التوجيه ذاته على معلومات مستمدة من مصادر متنوعة، مثل تكوين مسارات افتراضية أو ثابتة يدويًا، أو إدخالات ديناميكية من بروتوكولات التوجيه حيث يتعلم الراوتر المسارات من الراوترات الأخرى. يمكن أن يكون المسار الافتراضي هو تلك المستخدمة لتوجيه جميع حركة المرور التي لا تظهر بشكل آخر في جدول التوجيه، وهو شائع وضروري في الشبكات الصغيرة، مثل المنزل أو الأعمال التجارية الصغيرة حيث يرسل المسار الافتراضي ببساطة كل حركة مرور غير محلية إلى مزود خدمة الإنترنت. يمكن تكوين المسار الافتراضي يدويًا (كمسار ثابت)، أو تعلمه من خلال بروتوكولات التوجيه الدينامي، أو الحصول عليه من خلال DHCP.
يمكن للراوتر تشغيل أكثر من بروتوكول توجيه في نفس الوقت، خاصة إذا كان يعمل كراوتر حدودي لنظام مستقل بين أجزاء من شبكة تعمل ببروتوكولات توجيه مختلفة. في حالة القيام بذلك، يمكن استخدام إعادة التوزيع (بشكل عام بانتقاء) لمشاركة المعلومات بين البروتوكولات المختلفة التي تعمل على نفس الراوتر.
بالإضافة إلى تحديد الواجهة التي يتم إرسال الحزمة إليها، والتي يتم التعامل معها أساساً من خلال جدول التوجيه، يتعين أيضاً على الراوتر إدارة الازدحام عندما تصل الحزم بمعدل أعلى مما يمكن للراوتر معالجته. ثلاث سياسات تستخدم عادة هي "tail drop" و "random early detection (RED)" و "weighted random early detection (WRED)". "Tail drop" هي الأبسط والأسهل تنفيذًا: يقوم الراوتر ببساطة بإسقاط الحزم الواردة الجديدة بمجرد استنفاذ مساحة الذاكرة المخصصة في الراوتر. يسقط RED حزم البيانات تحتمل احتماليًا في وقت مبكر عندما يتجاوز الطابور جزءًا معينًا مُعدَّلاً مُسبقًا من الذاكرة، حتى يصل إلى الحد الأقصى المحدد مُسبقًا، عندما يسقط جميع حزم الواردة، مع العودة إلى "tail drop". يمكن تكوين WRED لإسقاط الحزم بسرعة أكبر اعتمادًا على نوع المرور.
وظيفة أخرى يقوم بها الراوتر هي تصنيف حركة المرور واتخاذ قرار بأي حزمة يجب معالجتها أولاً. يتم ذلك من خلال خدمة الجودة (QoS)، وهو أمر حيوي عند تنفيذ Voice over IP، لعدم إدخال تأخير زائد.
وظيفة أخرى يقوم بها الراوتر تسمى التوجيه القائم على السياسة حيث يتم بناء قواعد خاصة لتجاوز القواعد المشتقة من جدول التوجيه عند اتخاذ قرار بتوجيه حزمة.
قد يتم أداء بعض الوظائف من خلال دائرة متكاملة خاصة بالتطبيق (ASIC) لتجنب فوق رئيسية الوقت لجدولة وحدة المعالجة المركزية لمعالجة الحزم. وقد يتعين أداء البعض الآخر من خلال وحدة المعالجة المركزية لأن هذه الحزم تحتاج إلى اهتمام خاص لا يمكن التعامل معه بواسطة دائرة متكاملة خاصة.